# Jean de Caumont

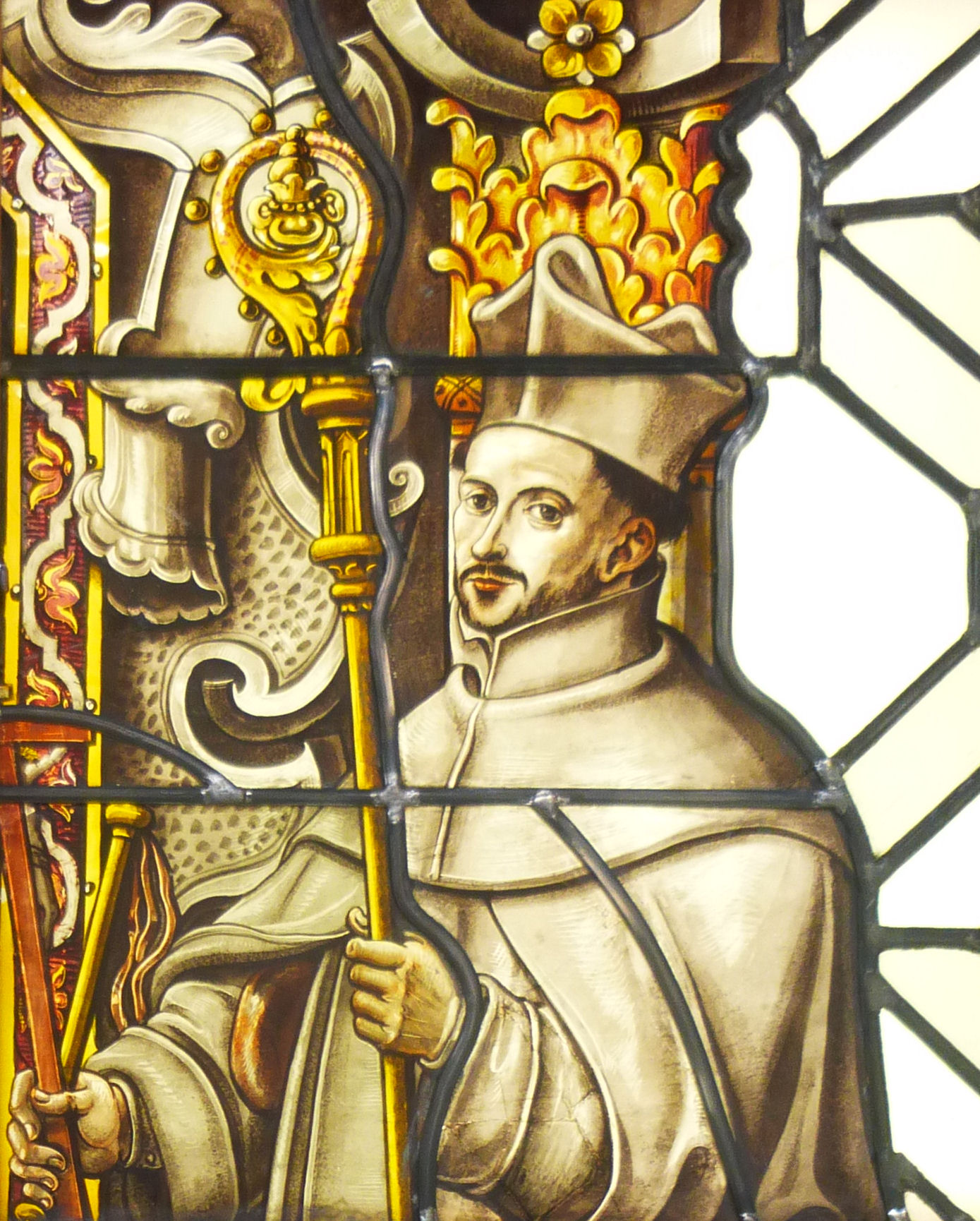
Detail glasraam abdij van Park, Brussel

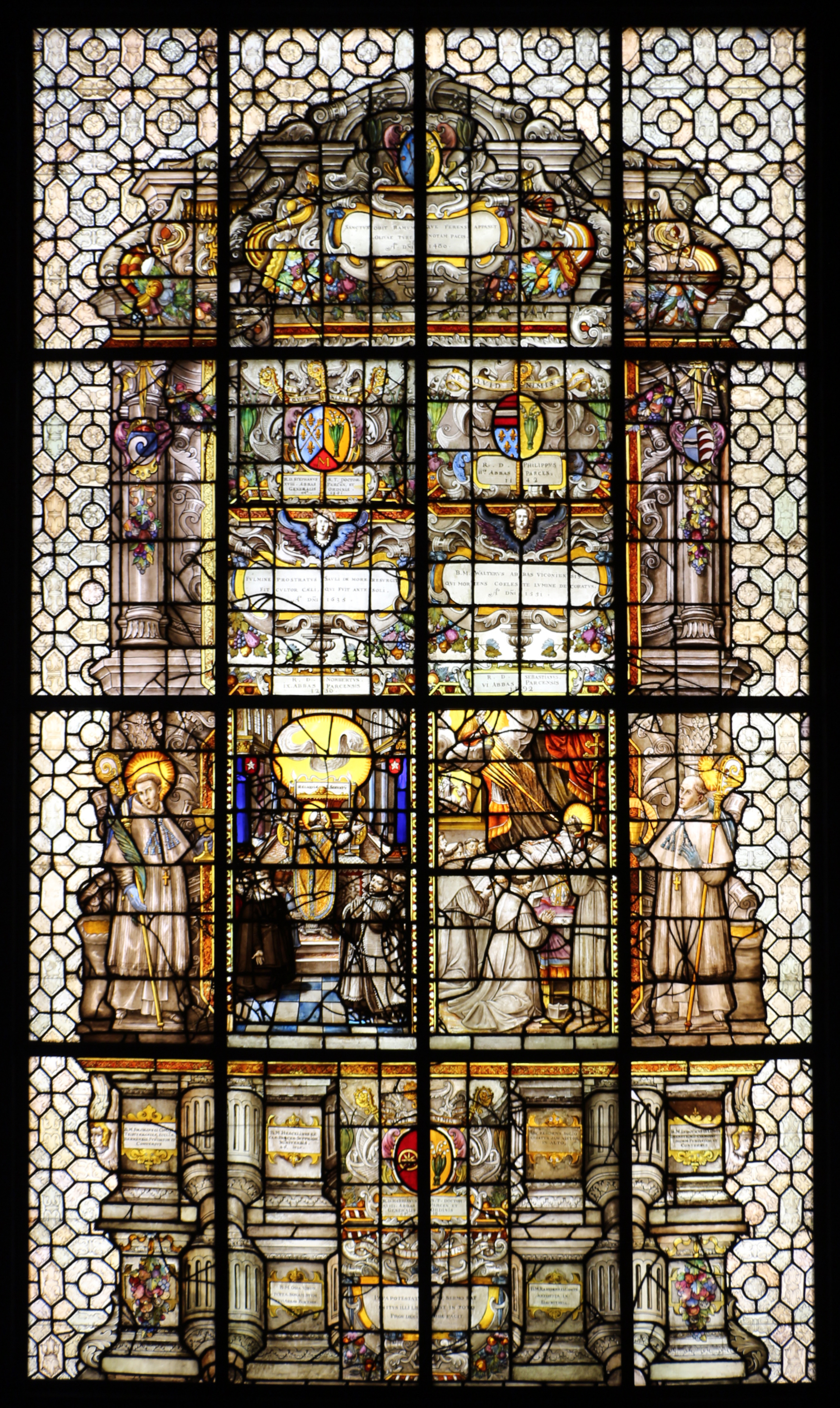
Een van de voormalige glasramen van de Abdij van Park. Thans in Louisville, Kentucky.

Jean de Caumont (hertogdom Brabant, eind 16e eeuw – Leuven, 26 augustus 1659) was glasschilder in de Spaanse Nederlanden en, van 1615 tot 1637, officieel glazenier van de stad Leuven.

## Levensloop
De Caumont ging in de leer bij Simon Boels, glasschilder van de stad Leuven. Simon Boels werd zijn schoonvader door huwelijk met Anne, een dochter van Boels. In zijn jonge jaren maakte de Caumont niet alleen glasramen. Hij schilderde ook miniaturen zoals werd teruggevonden in een missaal van de abdij van Park in Leuven. In 1625 volgde hij zijn schoonvader op als stadsglazenier van Leuven. Hij kreeg opdrachten van verschillende Leuvense kloosters om glasramen te schilderen en te plaatsen. Onder meer plaatste de Caumont glasramen in het Wittevrouwenklooster, waar zijn dochter kloosterlinge was. Ook de Sint-Pieterskerk van Leuven kreeg twee glasramen van de Caumont, namelijk in de kapel van Carolus Borromeus. Hiervan is slechts één bewaard gebleven.
Zijn grootste opdracht kwam in 1635 van de Abdij van Park. Abt Jan Maes bestelde 42 glasramen. Zij beelden het hele leven van de heilige Norbertus uit, de stichter van de orde der Norbertijnen. Het laatste raam plaatste de Caumont in het jaar 1644. Hij was toen als officieel glasschilder opgevolgd door zijn oudste zoon Simon (1637). De totale factuur van de 42 glasramen liep op tot 2.640 Rijnflorijnen, een kolossaal bedrag voor die tijd. De glasramen bevatten naast Norbertus, telkens twee nevenfiguren en wapenschilden. Het gaat om alle wapenschilden van de abten van Park, chronologisch ingebracht in de reeks van 42 glasramen. Eustachius de Pomreux du Sart, Norbertijn en pastoor van Wakkerzeel, schreef over deze collectie glasramen een lofdicht, dat later gepubliceerd werd.
Jean de Caumont stierf in 1659 en Anna Boels in 1665. Beiden werden in de Sint-Pieterskerk in Leuven begraven. Het echtpaar had zeven kinderen.

## Vervolg van de glasramen van Park
Na de afschaffing van de Abdij van Park (1797) zat de abdij zonder inkomsten. In 1828 verkochten de Norbertijnen daarom 41 van de 42 glasramen gemaakt door de Caumont. De glasramen kenden vele bestemmelingen. Een deel van hen belandde in de Yale universiteit. In de jaren 2010-2011 kocht de stad Leuven 8 glasramen van hen terug. Het Speed Art museum van Louisville, Kentucky, bezit ook een van glasramen van Park. 
Een ander venster bevindt zich in Brussel in de verzameling van het Jubelpark.
- Virtual International Authority File: 172098404